# Cathédrale Sainte-Sophie de Polotsk
Cette  cathédrale n’est pas la seule cathédrale Sainte-Sophie.
La cathédrale Sainte-Sophie de Polotsk est un ancien édifice religieux construit entre 1030 et 1060 et aujourd'hui sécularisé. Il en reste quelques vestiges, dont une partie de l'abside de 11 mètres. Elle imitait la cathédrale Sainte-Sophie de Novgorod et la cathédrale Sainte-Sophie de Kiev avec sept puis cinq nefs (au XVe siècle) et des coupoles de 5,85 mètres de diamètre, mais seulement trois absides. L'église fut fermée pendant la guerre du Nord et tomba en ruines par la suite.

## Reconstruction

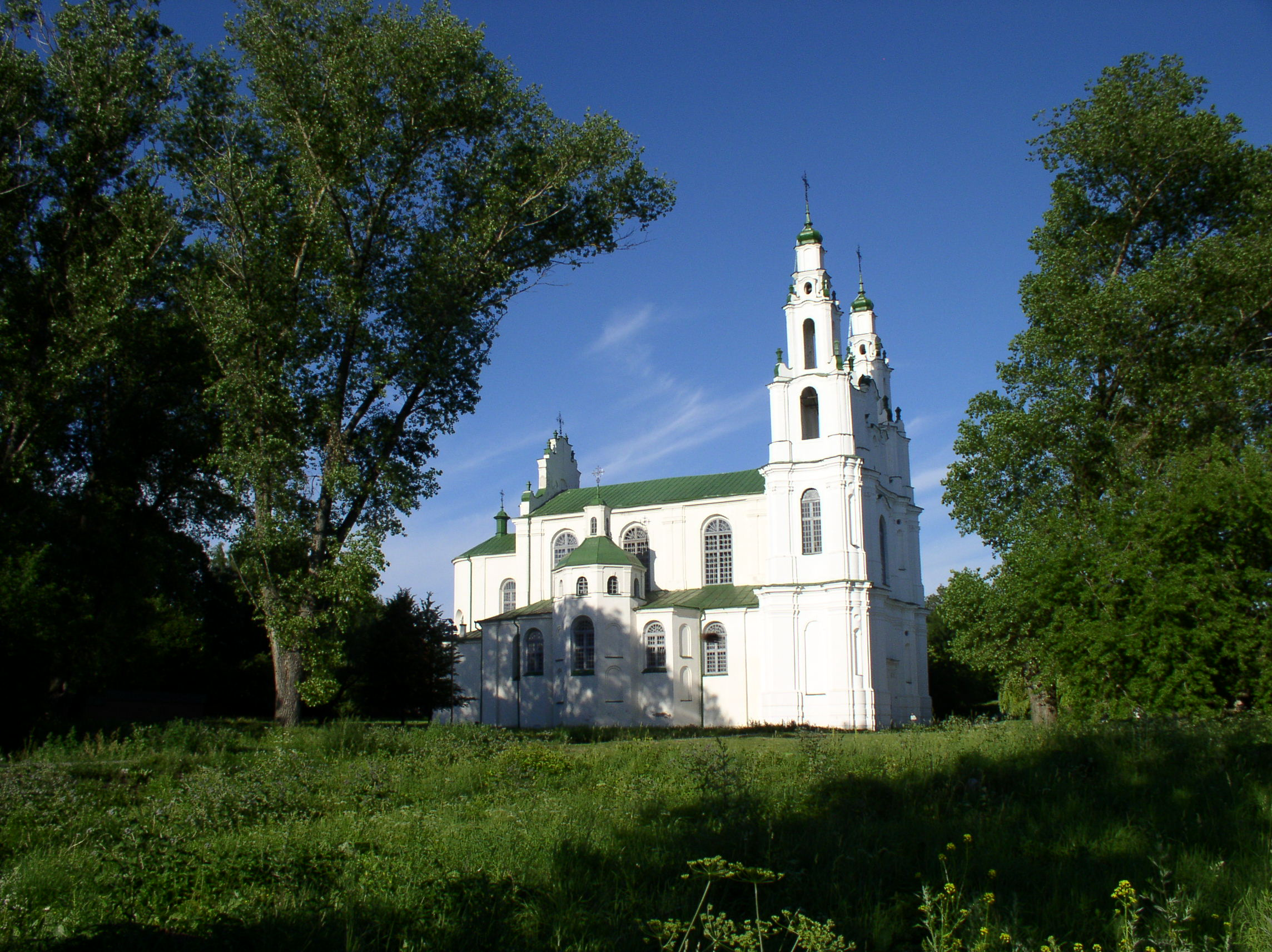
Vue de la cathédrale.

Il fut donc décidé dans les années 1740 de la reconstruire, selon les plans plus modestes de l'architecte germano-balte Johann Christoph Glaubitz. Elle est alors de style baroque tardif (dit de Vilnius) avec une seule abside, telle qu'elle est encore visible aujourd'hui et non orientée, c'est-à-dire qu'elle est tournée vers le nord. Elle sert alors d'église à la communauté uniate, c'est-à-dire de rite byzantin rattachée à Rome.
Sa façade sud s'orne de deux tours symétriques de 50 mètres. L'intérieur est décoré de fresques et d'ornements rococo. Une fresque, copie de la célèbre Cène de Léonard de Vinci, est remarquable, ainsi qu'une autre représentant le Christ-Sauveur.
Elle possédait une bibliothèque fort réputée, qui fut brûlée par les troupes du roi de Pologne et de Lituanie Étienne Báthory, pendant la guerre de Livonie à la fin du XVIe siècle.
L'archevêque local décida en 1839 de mettre fin à l'union de la communauté au Saint-Siège et la cathédrale rejoignit l'Église orthodoxe de Russie, tandis que l'Église grecque-catholique biélorusse subissait une discrimination soudaine.
Les autorités de la république socialiste soviétique de Biélorussie ferment la cathédrale en 1949 et l'utilisent comme entrepôt d'archives. Elle est restaurée en 1967 pour devenir un « musée de l'Athéisme ».
La cathédrale sert aujourd'hui de salle de concert.